# 린퍼드 크리스티
린퍼드 시서로 크리스티(Linford Cicero Christie, OBE, 1960년 4월 2일 ~ )는 자메이카에서 태어난 영국의 육상 선수이다.
자메이카 세인트앤드루구에서 태어나, 2살 때 런던으로 이주하였다. 19살 때 육상을 시작하였으나 1984년 로스앤젤레스 올림픽에 참가하지 못하는 등 초기 경력은 크게 화려하지 않았다.
이후 1988년 서울 올림픽에는 참가하여 100m 결승전에서 3위를 하였으나 벤 존슨의 금메달이 약물 사용으로 박탈당하면서 은메달이 크리스티에게 갔다. 그는 또한 400m 계주에서도 또 하나의 은메달을 획득하였다.
1992년 바르셀로나 올림픽에서는 32세의 나이로 100m 금메달을 획득하였다. 400m 계주에도 출전하여 4위를 기록했다. 이듬해 슈투트가르트에서 열린 세계 육상 선수권 대회에서 100m 타이틀을 유지하였다. 그는 또한 코먼웰스 게임 100m 부문에서 2연승(1990년, 1994년)을 기록하기도 하였다.
1993년 BBC 올해의 스포츠인상 수상자로 선정되었다. 1996년 애틀랜타 올림픽에서도 100m 결승전에 출전하였으나, 부정출발 2회로 퇴장당했다. 그 후에 육상에서 정식으로 은퇴하였다.

## 서훈
- 1990년 대영 제국 훈장 5등급(MBE)[1]
- 1998년 대영 제국 훈장 4등급(OBE)[2]

## 같이 보기
- 올림픽 육상 남자 메달리스트 목록
- 육상 세계 기록